# Franz Reusch

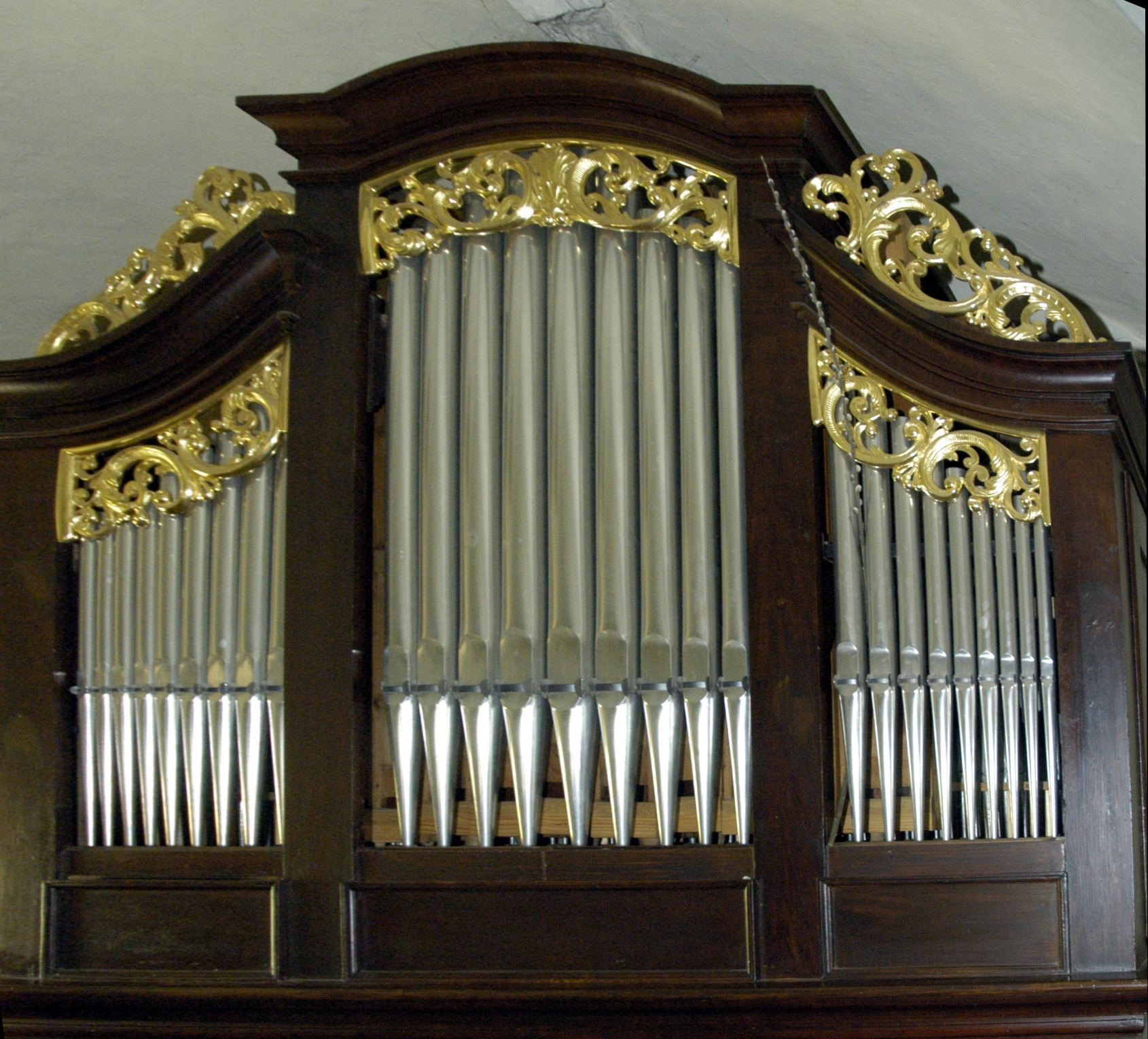
Orgel der Pfarrkirche Sonnberg

Franz Reusch (* 19. September 1817; † 31. August 1887) war ein österreichischer Orgelbauer aus Klosterneuburg.

## Leben
Franz Reusch wurde am 19. September 1817 im Großherzogtum Baden geboren, wobei der Geburtsort unbekannt ist. Seine Eltern waren Bernhard Reusch und Maria Anna Grössinger. Am 8. Oktober 1850 wurde er im Stift Klosterneuburg mit Anna Maria Habergut getraut. Er starb am 31. August 1887 an einer Nierenentzündung und wurde am 2. September auf dem Klosterneuburger Stadtfriedhof begraben.
Franz Reuschs berufliche Laufbahn ist eng mit der von Johann Georg Fischer verknüpft, in dessen Werkstätte er zunächst gearbeitet haben dürfte. Schon während dieser Zeit hatte er sich offensichtlich einen entsprechenden Ruf erworben, sodass er sich nicht nur die Nachfolge in diesem Betrieb, sondern auch ein Arbeitsgebiet sichern konnte, das jenem Fischers zumindest gleichkam. Es reicht von zentralen Gegenden Niederösterreichs bis weit in den Nordosten dieses Landes. (Bezirk Mistelbach, entlang der Donau etwa von der Traisen bis vor die Tore Wiens). Sein größtes und einzig bekanntes zweimanualiges Instrument befindet sich in der ehemaligen Augustiner-Chorherren Kirche in St. Andrä an der Traisen.

## Charakteristika seiner Orgeln
- Konsequentes Festhalten an der Schleiflade, wobei schon zu seinen Lebzeiten einige Orgelbauer zu anderen Systemen übergingen (mechanische Kegellade)
- Obertönige Dispositionen (wenige Grundstimmen, lückenloser Prinzipalchor, hochliegende Mixtur, 16´ im Pedal nicht immer vorhanden)
- Fast ausnahmslos einmanualige Instrumente im Umfang von ca. 10 Registern
- Bei der Einrichtung der Spieltische ordnete er die Registerzüge in einer Reihe über der Manualklaviatur an – ausgenommen in Neustift am Walde.

Diese Bauweise wurde – zumindest bei manchen Orgeln – auch von der Orgelbauwerkstatt Zachistal & Capek (Krems) angewandt. Dies beweisen die beiden Orgelwerke in Hautzendorf – Ortspfarrkirche (der Spieltisch ist hier seitlich am Orgelgehäuse angebracht), sowie am Heiligen Berg (freistehender Spieltisch).
- Die Gehäusegestaltung richtet sich nach dem damaligen Zeitgeschmack und reicht von dem Klassizismus entlehnten Grundzügen bis zu solchen der Neorenaissance.

## Werke
| Jahr      | Ort                      | Gebäude                                      | Bild | Manuale | Register | Bemerkungen                                                   |  |
| --------- | ------------------------ | -------------------------------------------- | ---- | ------- | -------- | ------------------------------------------------------------- |  |
| 1850/1860 | Hörersdorf               | Pfarrkirche Hörersdorf                       |      | I/P     | 9        | [ 1 ]                                                         |  |
| 1851      | Weidling                 | Pfarrkirche Peter und Paul                   |      |         |          | nicht erhalten, seit 1999 Orgel von Orgelbau Eisenbarth       |  |
| 1855      | Neustift am Walde        | Pfarrkirche Neustift am Walde                |      | I/P     | 8        |                                                               |  |
| 1861      | St. Andrä an der Traisen | Pfarrkirche St. Andrä an der Traisen         |      | II/P    | 18       | [ 2 ]                                                         |  |
| 1864      | Sonnberg                 | Pfarrkirche Sonnberg                         |      | I/P     | 8        | [ 3 ]                                                         |  |
| 1868      | Kleinhadersdorf          | Pfarrkirche Kleinhadersdorf                  |      | I/P     | 8        |                                                               |  |
| 1870      | Poysdorf                 | Pfarrkirche Petrus und Paulus/Erdberg        |      | I/P     | 9        | [ 4 ]                                                         |  |
| 1870      | Obritzberg-Rust          | Filialkirche St. Georg                       |      | I       | 4        | [ 5 ]                                                         |  |
| 1870      | Kierling                 | Kierlinger Pfarrkirche                       |      | I/P     | 6        | [ 6 ]                                                         |  |
| 1870      | Unterolberndorf          | Pfarrkirche Unterolberndorf                  |      | I/P     | 9        | [ 7 ]                                                         |  |
| 1871      | Weitersfeld              | Maria im Gebirge                             |      |         |          |                                                               |  |
| 1872      | Stein an der Donau       | Strafhauskapelle in Stein an der Donau       |      | I/P     | 11       | [ 8 ]                                                         |  |
| 1874      | Chorherrn                | Pfarrkirche Chorherrn                        |      | I/P     | 8        | [ 9 ]                                                         |  |
| 1875      | Furth bei Göttweig       | Pfarrkirche Furth bei Göttweig               |      | I/P     | 12       | Gehäuse erhalten, seit 1972 Orgel von Gregor Hradetzky;       |  |
| 1880      | Höflein an der Donau     | Pfarrkirche Höflein an der Donau             |      | I/P     | 6        | Neubau 2023 durch Alois Linder mit Substanzerhaltung aus 1880 |  |
| 1881      | Kritzendorf              | Pfarrkirche Kritzendorf                      |      | I/P     | 6        |                                                               |  |
| 1881      | Feuersbrunn              | Pfarrkirche Feuersbrunn                      |      | I/P     | 10       | [ 13 ]                                                        |  |
| 1882      | Böheimkirchen            | Filialkirche St. Peter am Anger, Außerkasten |      | I/P     | 6        |                                                               |  |
| 1885      | Bad Fischau              | Pfarrkirche Bad Fischau-Brunn                |      | I/P     | 6        | nicht erhalten, Orgel von Herbert Gollini seit 1986;          |  |